# Arnold Schütz
Arnold Schütz (Bréma, 1935. január 19. – Bréma, 2015. április 14.) német labdarúgó, fedezet, hátvéd.

## Pályafutása
1955 és 1972 között az egész pályafutását a Werder Bremen csapatánál töltötte. A brémai csapattal az 1964–65-ös idényben bajnok, 1961-ben nyugatnémet kupagyőztes lett.

## Sikerei, díjai
Werder Bremen
- Nyugatnémet bajnokság (Bundesliga)
  - bajnok: 1964–65
  - 2.: 1967–68
- Nyugatnémet kupa (DFB Pokal)
  - győztes: 1961